# 沃夫喬亞里夫卡
48°49′48″N 38°21′39″E / 48.83000°N 38.36083°E
沃夫喬亞里夫卡，或按俄语译作沃尔切亚罗夫卡，法理上是烏克蘭東部盧甘斯克州北顿涅茨克区利西昌斯克市鎮的鎮。該鎮始建於1783年，面積4.03平方公里，海拔高度90米，2013年人口878，人口密度每平方公里217.87人。